# Antonio Gomes Penna
Antonio Gomes Penna (Rio de Janeiro, 13 de maio de 1917 — Rio de Janeiro, 8 de setembro de 2010) foi um psicólogo brasileiro. Tendo cursado economia e se formado em direito e filosofia, destaca-se como um pioneiro no desenvolvimento da área de psicologia no Brasil, contribuindo para a implantação de um dos primeiros cursos na Universidade do Brasil (atual UFRJ) em 1964 e nela lecionando na cátedra de psicologia da Faculdade Nacional de Filosofia. Ele é referência nacional e internacional para a história da psicologia, particularmente a história das ideias e a trajetória do campo no Rio de Janeiro. Ele impulsionou o Primeiro Seminário de Historiografia da Psicologia na América Latina em 11 e 12 de abril de 1988. Teve contribuição principalmente na area de historia da psicologia, possuindo 32 obras publicadas.

## Biografia
Antonio Gomes Penna, nascido no Rio de Janeiro em 13 de maio de 1917, é teórico e professor. Filho de imigrante, teve contribuição pioneira na psicologia brasileira que foi reconhecida por vários historiadores com o total de 32 obras publicadas.
O desempenho do professor Penna foi muito importante em 1964, na organização e instalação do Curso de Psicologia da Universidade do Brasil, atualmente Universidade Federal do Rio de Janeiro. Exerceu várias funções acadêmicas, entre elas a chefia do Centro de Pós-graduação em Psicologia do ISOP, da Fundação Getúlio Vargas. Sua atuação também foi muito importante para a regulamentação da profissão de psicólogo.
Penna faleceu aos 93 anos em 8 de setembro de 2010, deixando um legado de professor dedicado e referência nacional e internacional para a história da psicologia.

## Trajetória
Sua formação foi complicada pois Penna é filho de imigrante e seu pai era industrial, dessa foma desejava que o filho se dedicasse à vida econômica e o sucedesse na fabrica. Porém, Penna não compartilhava do mesmo interesse que o pai.
Para atender as expectativas do pai cursou economia, mas depois se entusiasmou pelo direito, graduando-se também nesse curso. Se formou em filosofia, pois o curso o aproximava da psicologia que o encantava. Quando terminou, foi convidado para ser professor de História da Filosofia e professor de Psicologia e optou pela psicologia. Depois dos três cursos de graduação, se dedicou somente à Psicologia. Penna é referência nacional e internacional para a história da psicologia, impulsionando o primeiro Seminário de Historiografia da Psicologia na América Latina em 1988. 
Por ser um dos professores pioneiros no primeiro curso de Psicologia no Brasil, Penna enfrentou dificuldades devido ao regime político. Trabalhou na Escola da Aeronáutica durante a ditadura militar, criando e aplicando durante quinze anos o Manual de Psicologia Aplicada às Forças Armadas. Porém, sua posição contrária à ditadura militar o fez deixar o cargo. No trabalho como professor acadêmico enfrentou obstáculos pois as abordagens que seguia (fenomenologia e gestaltismo) eram consideradas marxistas.
Sua contribuição para psicologia além de lecionar para graduações, foram suas obras publicadas que abordavam principalmente a trajetória da psicologia, aprendizagem, filosofia e antropologia. Penna escreveu roteiros para suas aulas e esses roteiros eventualmente se tornaram seus livros publicados. Grande parte de suas obras eram introduções aos temas abordados, apresentando a trajetória e a historicidade. 

## Obras
- Tese: Percepção e Aprendizagem (1961)
- Percepção e aprendizagem (1966)
- Comunicação e Linguagem (1970)
- Introdução à Psicologia - Tradução (1971)
- Percepção e Realidade: Introdução ao estudo da atividade Perceptiva (1973)
- Motivação e Emoção (1975)
- Linguagem, personalidade e terapia (1976)
- Introdução à História da Psicologia Contemporânea (1978)
- Aprendizagem e Motivação (1979)
- Introdução à psicologia cognitiva (1984)
- Cognitivismo, Consciência e Comportamento Político (1986)
- Filosofia da Mente: Introdução ao Estudo Crítico da Psicologia (1990)
- História das Ideias Psicológicas (1991)
- História da Psicologia (1992)
- História da Psicologia no Rio de Janeiro (1992)
- Freud, as ciências humanas e a filosofia (1994)
- Introdução à Psicologia Política (1995)
- Monografias Psicológicas nº12/abril de 1996
- Repensando a Psicologia (1997)
- Introdução à Psicologia Cognitiva (1999)
- Em busca de Deus: Introdução à filosofia da religião (1999)
- Introdução à Filosofia da Moral (1999)
- Introdução à Epistemologia (2000)
- Introdução ao Gestaltismo (2000)
- Introdução à Psicologia Fenomenológica (2001)
- Introdução à Psicologia Genética de Piaget (2001)
- Introdução à Aprendizagem e Memória (2001)
- Introdução à Motivação e Emoção (2001)
- Introdução à Psicologia da Linguagem e do Pensamento (2003)
- Introdução à Antropologia Filosófica  (2004)
- Introdução à Psicologia do Século XX (2004)
- Os filósofos e a psicologia (2005)